# Bertil Broomé
John Robert Bertil Broomé, född 23 juni 1913 i Stockholm, död där 28 november 1980, var en svensk historiker och arkivman. 
Broomé avlade studentexamen vid Östra Real 1931 och blev filosofie licentiat 1944, filosofie doktor och docent vid dåvarande Stockholms högskola samma år. Sin arkivbana inledde han vid Stockholms stadsarkiv 1939 men överflyttade till Krigsarkivet 1944, där han den 1 augusti 1959 tillträdde tjänsten som krigsarkivarie i enlighet med företrädaren Birger Steckzéns uttalade vilja. Denna tjänst innehade Broomé till pensioneringen den 30 juni 1979. Samma år, den 15 november 1979, fick han professors namn. Broomé var sekreterare i Personhistoriska samfundet och redaktör för Personhistorisk tidskrift 1951–1963, ledamot av Armémuseets nämnd 1965–1976 och av Sjöhistoriska museets nämnd 1965–1977 med flera uppdrag. Som kunnig genealog tillhörde han från 1978 till sin död redaktionskommittén för utgivning av uppslagsverket Svenska släktkalendern. Broomé invaldes som ledamot av Samfundet för utgivande av handskrifter rörande Skandinaviens historia 1949, av Krigsvetenskapsakademien 1966, av Örlogsmannasällskapet 1969 och av Vitterhetsakademien 1978. Han blev riddare av Nordstjärneorden 1963. Broomé tilldelades Hans Majestät Konungens medalj i åttonde storleken i Serafimerordens band 1979.
Bertil Broomé tillhörde den borgerliga släkten Broomé som son till civilingenjören Gösta Broomé och Kerstin, född Vult von Steijern. Han var bror till generaldirektören Allan Broomé och civilingenjören Percival (Percy) Broomé. År 1947 gifte han sig med Ulla Häger, dotter till överste Olof Häger.